# Porto de Málaga

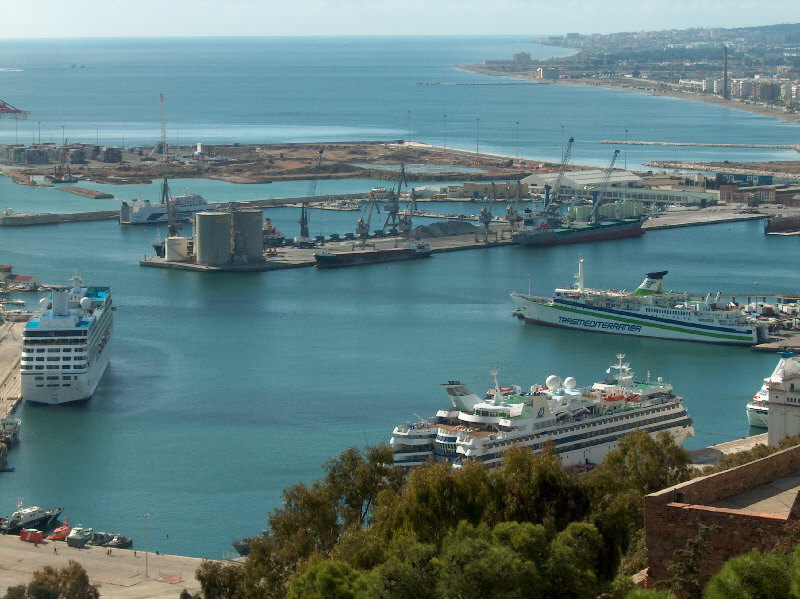
Vista do porto de Málaga.

O porto de Málaga tem três mil anos desde a antiguidade. Ele fica no Mar Mediterrâneo, ao sul da Península Ibérica, na cidade de Málaga (na Espanha), na baía natural de Málaga (36° 42' 42" N 4° 25' 3" O).
É um porto de passageiros (linha regular com Merilla), de cruzeiros (o segundo da Península), de contêiner, veículos, e barcos pesqueiros.
A temperatura média anual é de 19°C. Com precipitações baixas (469,2 mm de precipitação anual), acontecendo, principalmente, entre novembro e março, ambos inclusive. Os principais ventos são SE e SO e dominante SE, de velocidade pouco elevada em geral. A pressão média anual é de 760,6 mm.
Atualmente encontra-se num processo de remodelação (Plano especial do porto) que pretende integrá-lo na cidade.